# Фулдрес (Болцано)
Фулдрес је насеље у Италији у округу Болцано, региону Трентино-Јужни Тирол.
Према процени из 2011. у насељу је живело 39 становника. Насеље се налази на надморској висини од 967 м.